# Роналд Ли
Роналд Ли (енгл. Ronald Lee; 1934 — 26. јануар 2020) био је ромски канадски писац, лингвиста и активиста.

## Биографија
Рођен је у Монтреалу, у Канади, 1934. године. Његов отац био је калдераш музичар из Европе који се доселио у Канаду, где се оженио и узео супругино презиме Ли.
Његова породица је 1939. године посетила Велику Британију, али неколико година није могла да се врати у Канаду због избијања Другог светског рата. Ли се на крају вратио 1945. године. По повратку је током лета радио са ујаком на сајмовима и забавним парковима. У јесен, зиму и пролеће, похађао је вечерњу школу у Монтреалу педесетих и шездесетих година прошлог века. Када је имао 18 година, почео је да путује са калдерашима из Европе и радио је на позлаћивању посуда, као и друге ковачке умотворине и необичне послове. Касније је похађао курсеве новинарства и креативног писања.
Почео је да сарађује са канадским Ромима као активиста 1965. године, путем криса. Покушао је да подстакне боље разумевање Рома са осталима, да се бори против предрасуда и дезинформација у новинама и да помогне Ромима да се представљају. Седамдесетих година укључио се у помоћ ромским избеглицама из комунистичког Источног блока и бивше Југославије. Отишао је са Јулом Бринером, Ијан Хенкоком и Џон Теном у Уједињене нације 5. јула 1978. године како би поднео ромску петицију тражећи статус невладине организације што је одобрено годину дана касније.
Током 1989. и 1990. године помагао је тражиоцима азила који су били прогањани као Роми у својим бившим земљама. Године 1997. иницирао је и био један од оснивача Центра за ромску заједницу (са седиштем у Торонту) и Западно-канадског ромског савеза у Ванкуверу, 1998.
Држао је предмет о ромској дијаспори на Универзитету у Торонту од 2003. до 2008.

## Радови
- Goddam Gypsy (1971), популарни аутобиографски фантастични роман преведен на шпански, немачки, италијански, српски, чешки, руски и друге језике. Објавили Tundra Books из Монтреала и McClelland and Stewart, Торонто, Канада.
- E Zhivindi Yag (Жива ватра; 2009), републикација Goddam Gypsy под ауторовим првобитним насловом, аутор Magoria Books 2009.[4][5]
- Learn Romani: Das-duma Rromanes, University Of Hertfordshire Press, 2005.
- Romani Dictionary: Kalderash-English. Magoria Books. 2010. ISBN 978-0-9811626-4-5.